# Theria illataria
Theria illataria är en fjärilsart som beskrevs av Fuchs 1900. Theria illataria ingår i släktet Theria och familjen mätare. Inga underarter finns listade i Catalogue of Life.